# Cette chère confédérée
Pour plus de détails, voir Fiche technique et Distribution.
Cette chère confédérée (Confederate Honey) est un court-métrage d'animation de la série Merrie Melodies réalisé par Friz Freleng, sorti en 1940.

## Fiche technique
- Réalisation : Friz Freleng
- Scénario : Ben Hardaway
- Production : Leon Schlesinger Studios
- Musique originale : Carl W. Stalling
- Montage et technicien du son : Treg Brown (non crédité)
- Durée : 8 minutes
- Pays : États-Unis
- Langue : anglais
- Distribution : 1940 : Warner Bros. Pictures
- Format : 1,37 :1 Technicolor Mono
- Date de sortie : 
  - États-Unis : 30 mars 1940

## Voix originales
- Jim Bannon : voix diverses